# Bulgarien i Eurovision Song Contest 2017
Bulgarien deltog i Eurovision Song Contest 2017 i Kiev, Ukraina. Landet representerades av  Kristian Kostov med  låten "Beutiful Mess" som internt valdes ut 12 mars 2017. I ESC gick Bulgarien till final och slutade tvåa bakom vinnaren Portugal. 